# Ferrovie Shintetsu
La Ferrovia elettrica di Kōbe (神戸電鉄株式会社?, Kōbe Dentetsu kabushiki gaisha), chiamata anche Shintetsu (神鉄?) è una compagnia ferroviaria giapponese privata che serve l'area a nord della città di Kōbe.

## Storia
- Il 23 marzo 1926 nacque la Ferrovia Kobe-Arima
- Dal 7 luglio 1928 la società iniziò a gestire anche il trasporto su gomma
- Il 28 ottobre 1991 fu aperta la linea Kōen-Toshi
- Nei mesi di gennaio e febbraio 2006 si verificano due episodi di deragliamento sulla linea Arima.

## Linee ferroviarie

Mappa della rete ferroviaria

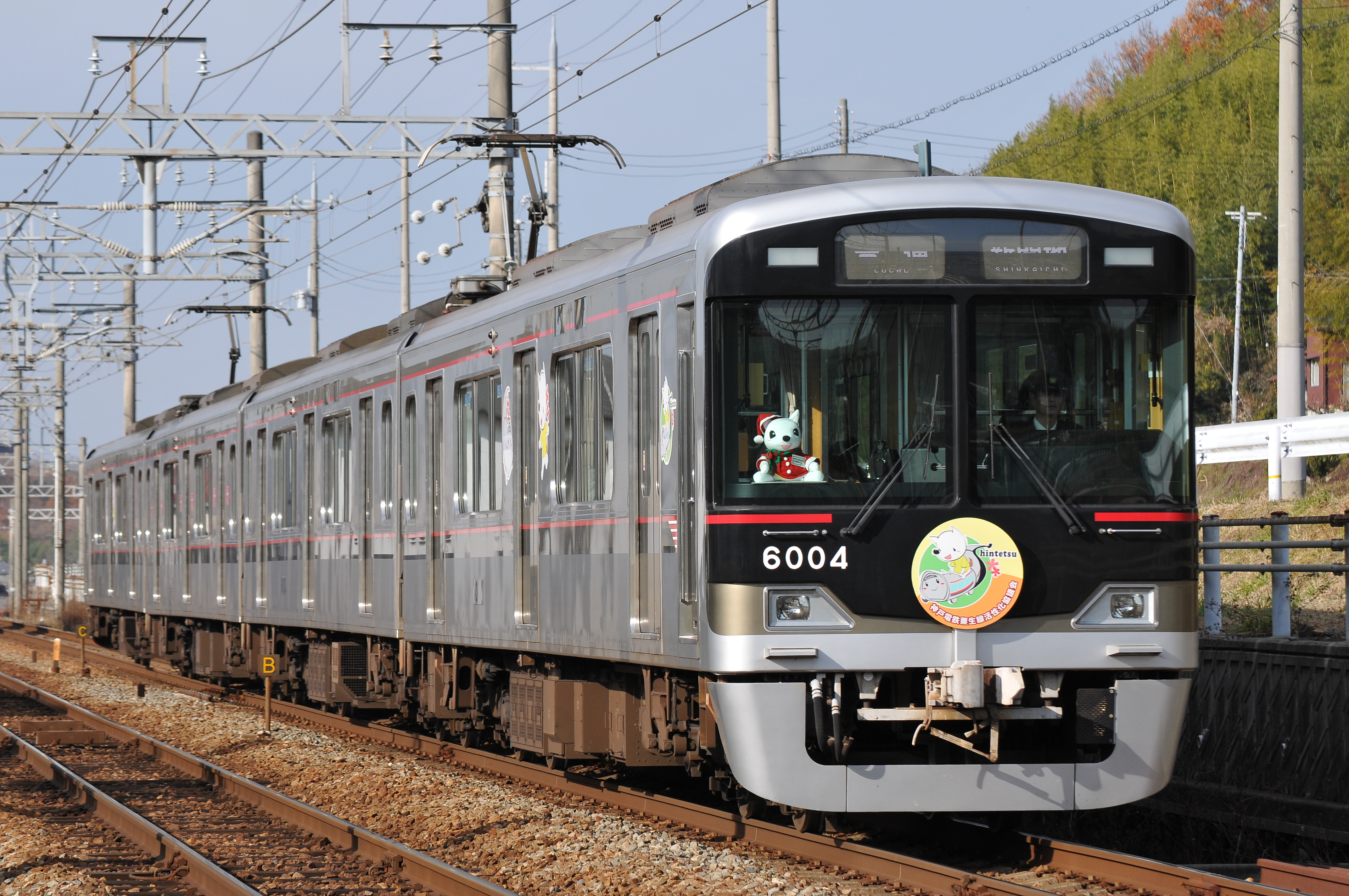
Un treno della serie 6000

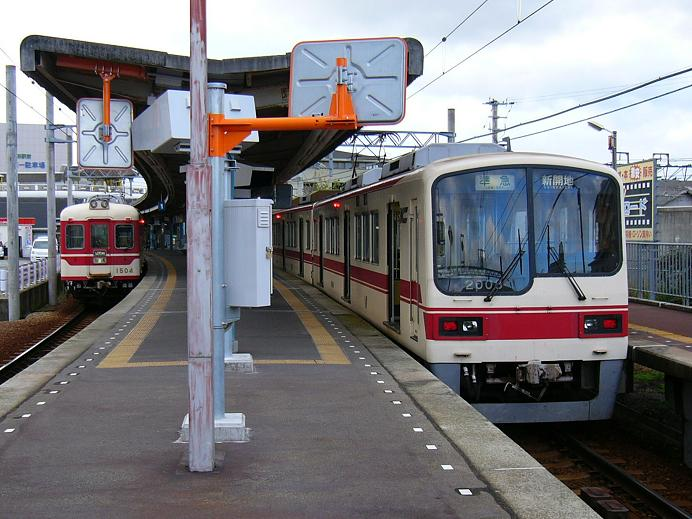
Treni della serie 2000

- Linea Arima (Minatogawa - Arima Onsen), (22,5 km)
- Linea Sanda (Arimaguchi - Sanda), (12 km)
- Linea Kōen-Toshi (Yokoyama - Woody Town Chūō), (5,5 km)
- Linea Ao (Suzurandai - Ao), (29,2 km)
- Linea Kōbe Kōsoku (Shinkaichi - Minatogawa), (0,4 km) (La Shintetsu gestisce i treni sulla linea mentre la Kōbe Rapid Transit Railway possiede i binari della linea denominata "Linea Namboku" (南北線?, Nanboku-sen).

## Depositi
- Deposito di Suzurandai
- Deposito di Mitsu
- Terzo deposito

## Materiale rotabile
Una caratteristica particolare dei treni delle ferrovie Shintetsu è la loro progettazione atta alle elevate pendenze che devono percorrere. I treni sono dotati di un tipo particolare di freno in ghisa che produce un rumore differente da quelli normali, e anche la decelerazione dei treni in frenata è più spinta del solito. Quasi tutto il materiale rotabile è prodotto dalla Kawasaki Heavy Industries.

### Materiale in uso

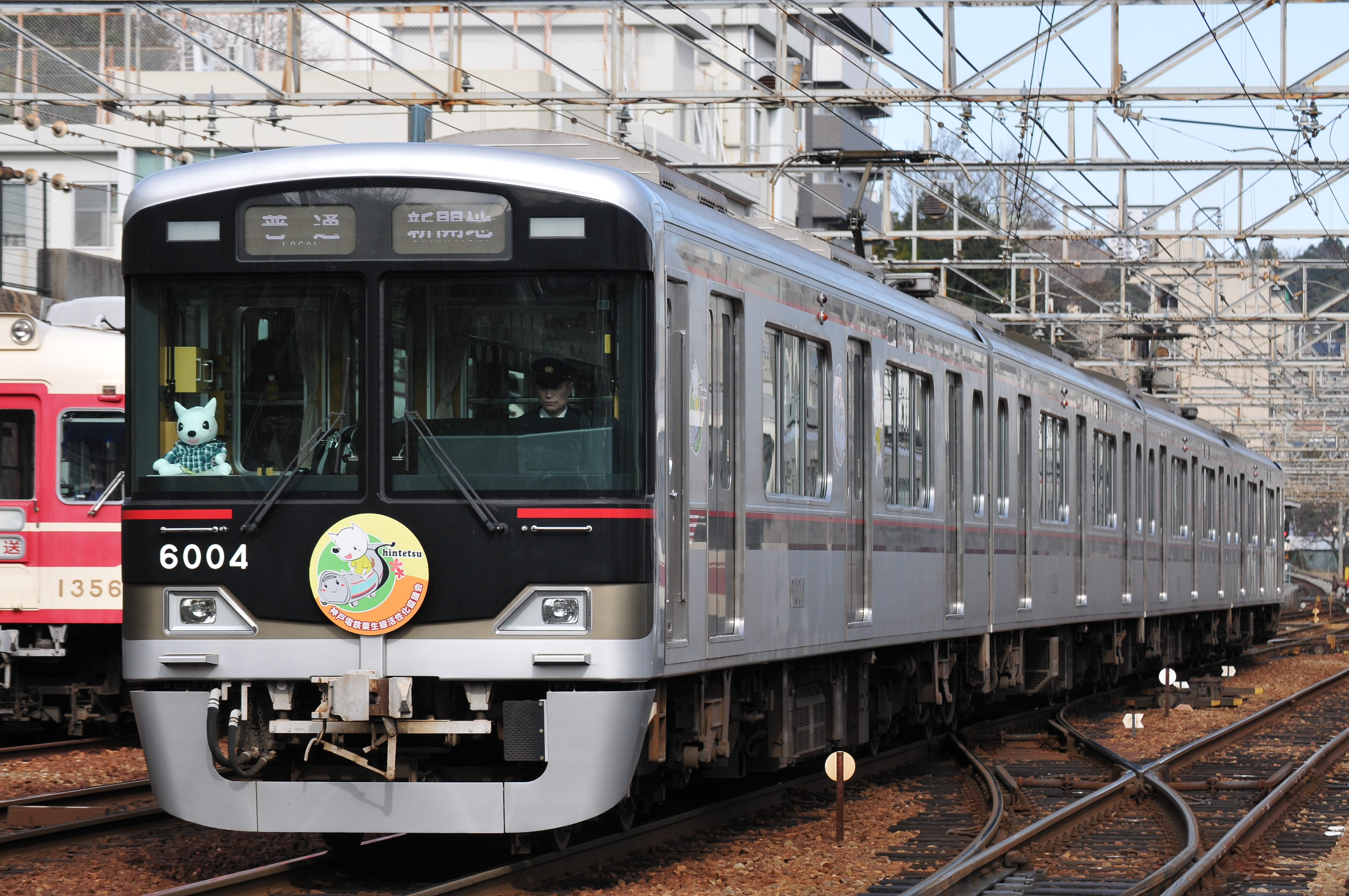
Serie 6500 (dalla primavera 2016)
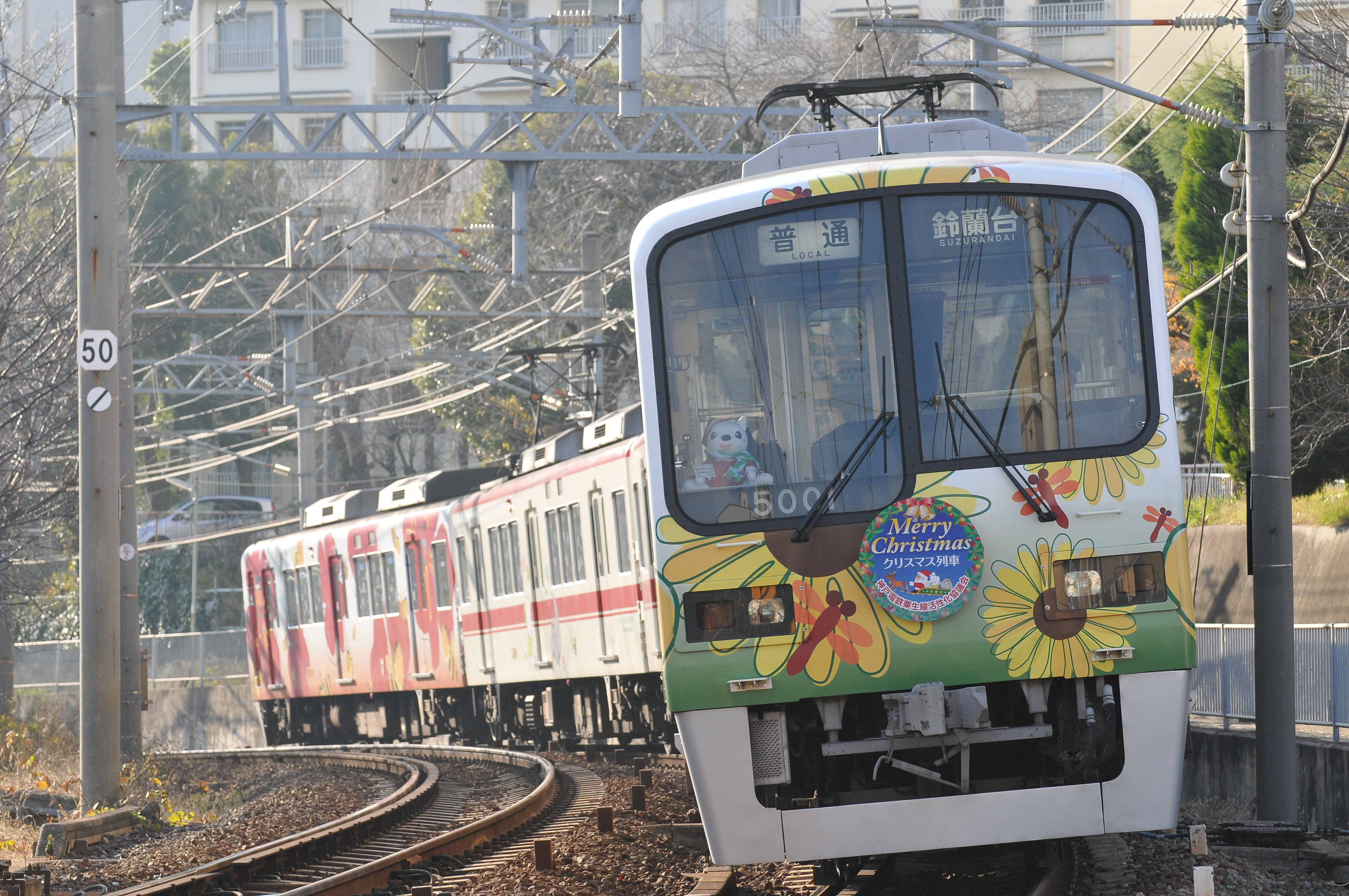
Serie 5000 in livrea speciale
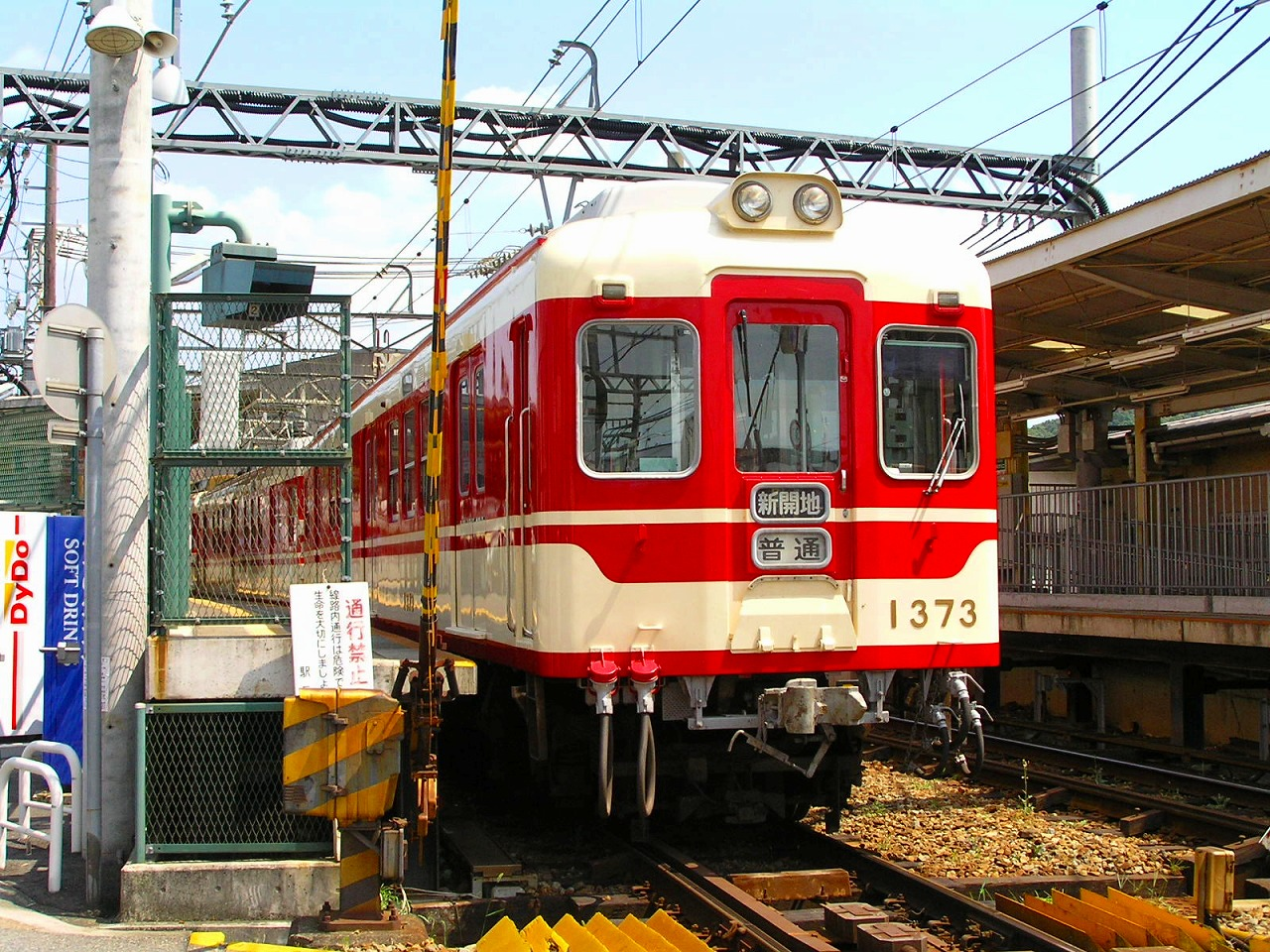
Serie 6000
- Serie 5000
- Serie 2000
- Serie 3000
- Serie 1500
- Serie 1300
- Serie 1100
- Serie 1070

- Serie 6000
- Serie 5000 in livrea speciale
- Serie 1300

## Tariffe
Prezzo del biglietto singolo (adulti) in yen giapponesi in base alla distanza; il prezzo per bambini è della metà arrotondato per eccesso alla decina:
| Distanza    | Prezzo (yen) | Distanza | Prezzo (yen) |
| ----------- | ------------ | -------- | ------------ |
| Fino a 2 km | 170          | 24 - 26  | 570          |
| 3 - 4       | 230          | 27 - 29  | 590          |
| 5 - 6       | 290          | 30 - 32  | 610          |
| 7 - 8       | 340          | 33 - 36  | 640          |
| 9 - 10      | 380          | 37 - 40  | 660          |
| 11 - 12     | 400          | 41 - 44  | 680          |
| 13 - 14     | 440          | 45 - 48  | 700          |
| 15 - 17     | 480          | 49 - 54  | 720          |
| 18 - 20     | 510          | 55 - 58  | 740          |
| 21 - 23     | 540          |          |              |

Sono accettate anche le carte ricaricabili PiTaPa e ICOCA.